# Coprinus coopertus
Coprinus coopertus är en svampart som beskrevs av Fr. 1838. Coprinus coopertus ingår i släktet Coprinus och familjen Agaricaceae.   Inga underarter finns listade i Catalogue of Life.